# Bleda canicapillus
Bulbul-formigueiro ou chiricuata-cabeça-velha (Bleda canicapillus) é uma espécie de ave da família Pycnonotidae.
Pode ser encontrada nos seguintes países: Benin, Costa do Marfim, Gâmbia, Gana, Guiné, Guiné-Bissau, Libéria, Mali, Nigéria, Senegal, Serra Leoa e Togo.
Os seus habitats naturais são: florestas secas tropicais ou subtropicais , florestas subtropicais ou tropicais húmidas de baixa altitude e pântanos subtropicais ou tropicais.